# Centris varia
Centris varia är en biart som först beskrevs av Wilhelm Ferdinand Erichson 1848.  Centris varia ingår i släktet Centris och familjen långtungebin. Inga underarter finns listade.